# Trophime Bigot

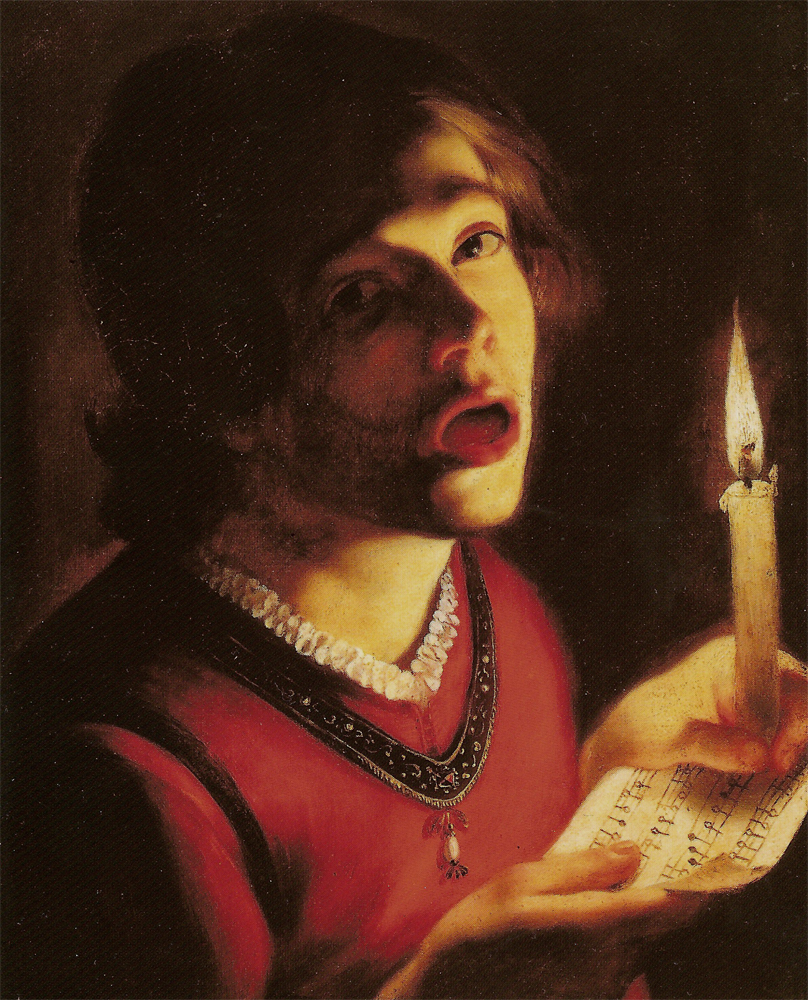
Trophime Bigot, Śpiewak ze świecą

Trophime Bigot (ur. 1579 w Arles, zm. 1650 w Awinionie) – francuski malarz okresu baroku, caravaggionista.
Niewiele wiadomo o jego życiu. W latach 1605–1634 przebywał w Rzymie, gdzie odnotowano go w kronikach jako Trofamonte. Działał tam w Akademii św. Łukasza w latach 1621–1624. Po powrocie do rodzinnego Arles pracował dla okolicznych kościołów.
Jego twórczość wykazuje wpływy Bartolomea Manfrediego, Carla Saraceniego, Gerrita van Honthorsta, Matthiasa Stomera oraz Georges'a de La Toura.
Przez angielskiego uczonego Benedicta Nicolsona określany jako Candlelight Master (Mistrz świecy).
Malował nokturny wyróżniające się czerwonawą gamą barwną oraz półpostaciowymi ujęciami bohaterów w świetle świecy.

## Wybrane dzieła
- Alegoria Vanitas – Rzym, Palazzo Corsini
- Chłopiec przypalający świecę – Rzym, Galleria Doria Pamphilii
- Doktor badający urynę – Oxford, Ashmolean Museum
- Dzieciątko Jezus ze św. Józefem cieślą – Hampton Court
- Judyta ucinająca głowę Holofernesowi – Baltimore, Walters Art Museum
- Koronowanie cierniem – Rzym, Santa Maria in Aquiro
- Opłakiwanie Chrystusa – Rzym, Santa Maria in Aquiro
- Ostatnia Wieczerza – Museo de Montserrat
- Św. Hieronim (ok. 1630) – Rzym, Galleria Nazionale d’Arte Antica
- Św. Hieronim czytający (ok. 1635) – Ottawa, National Gallery of Canada
- Św. Łukasz – Chambery, Musée des Beaux-Arts
- Św. Sebastian pod opieką służącej Ireny (1620–1630) – Rzym, Pinakoteka Watykańska
- Wieczerza w Emaus – Chantilly, Musée Condé